# Париж (гостиница)
Гости́ница «Пари́ж» — памятник архитектуры во Владикавказе, Северная Осетия. Выявленный объект культурного наследия России. С 2022 года — объект культурного наследия регионального значения. Находится в историческом центре города на углу проспекта Мира, д. 10 и улицы Максима Горького, д. 15.
На проспекте Мира соседствует со зданием бывшего Торгового дома Оганова (д. № 12, объект культурного наследия). Через улицу Максима Горького по проспекту Мира находится дом № 8 (объект культурного наследия).

## История
Первоначально на месте современного здания была гостиница «Франция», принадлежащая И. В. Прохорову. Позднее собственник открыл вторую гостиницу с таким же наименованием на углу улиц Гимназической и Слепцовской. Здание бывшей гостиницы «Франция» приобрёл Аликперт Амир-Алиев, который перестроил его в 1880 году в двухэтажную гостиницу с названием «Париж». Главный вход гостиницы выходил на Александровский проспект. Боковой фасад здания выходил на Евдокимовскую улицу. В гостинице насчитывалось 40 номеров. В здании размещалась контора по организации движения почтовых автомобилей до Тифлиса. Главный вход, фойе, стены и потолки лестничного объёма были украшены монументальной живописью. Эти росписи не сохранились до нашего времени. Главный вход выделяет находящийся над ним эркер. Фасад углового здания гостиницы украшен декором различных по флрме карнизов, фронтонов, фризов и пилястр.
В 1909 году со стороны Александровского проспекта к гостинице был пристроен дополнительный трёхэтажный корпус с большими витринными окнами для размещения в нём торговых предприятий. На первом этаже гостиницы на стороне Александровского проспекта находился магазин азиатского платья А. З. Абазова, чайный магазин «Поповы К. и С.», табачный магазин Х. Н. Назарова, винный погреб В. Е. Каримова и шапочная мастерская И. Я. Аптекмана.
С 1920 года в здании находился Республиканский государственный архивный фонд, на основе которого позднее был создан Центральный государственный архив СО АССР. Позднее в нём находился НИИ истории, филологии и экономики. С 1939 года в здании находились различные государственные службы.
В настоящее время в здании находится Северо-Осетинский институт гуманитарных и социальных исследований имени В. И. Абаева.